# Arthur Hughes

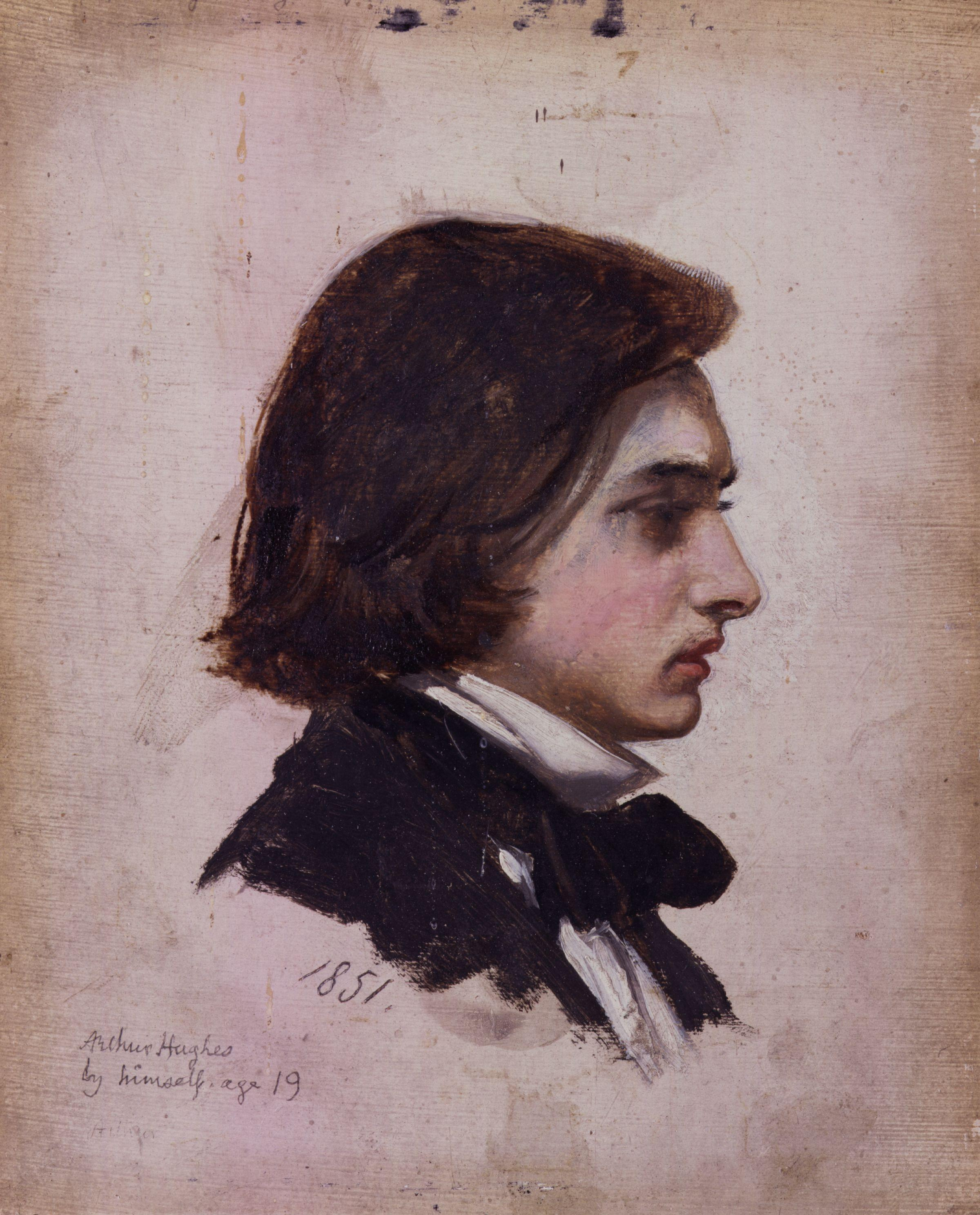
Zelfportret, 1851, National Portrait Gallery

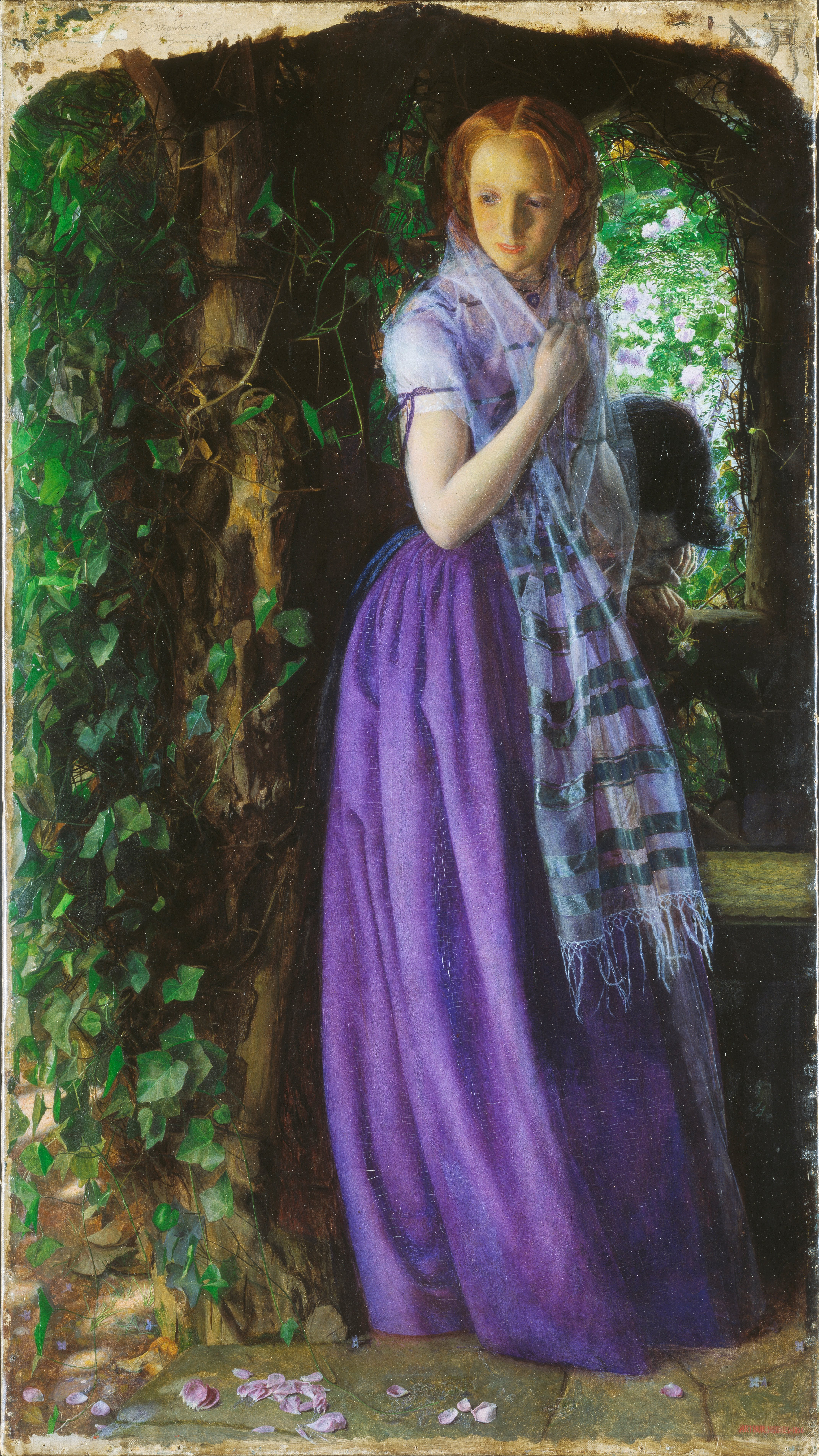
April Love, 1856

Arthur Hughes (Londen, 27 januari 1832 – Kew, Londen, 22 december 1915) was een Engels kunstschilder en illustrator die wordt geassocieerd met de beweging van de Prerafaëlieten.
Hughes toonde al op jeugdige leeftijd talent voor tekenen en schilderkunst. In 1846 ging hij naar de School of Design en het jaar daarop schreef hij zich in voor een studie aan de Royal Academy of Arts. Hier kreeg hij al in 1849 een zilveren medaille voor een op de antieken gebaseerd schilderij.
In hetzelfde jaar exposeerde hij er zijn eerste werk, Musidora.
In 1850 maakte Hughes kennis met de Prerafaëlieten via het lezen van hun (slecht kortstondig bestaan hebbende) tijdschrift The Germ. Vanaf dat moment 'bekeerde' hij zich tot de inzichten van de groep. Hij werd daarbij aangemoedigd door met name John Everett Millais, Dante Gabriel Rossetti en Ford Madox Brown. Mede vanwege zijn aangename karakter en bescheiden opstelling werd hij in het gezelschap van de Prerafaëlieten een zeer gezien persoon.
In 1852 exposeerde hij zijn op William Shakespeares Hamlet geïnspireerde schilderij Ophelia, ook vermaard van het uit hetzelfde jaar daterende werk van Millais. Vervolgens werkte hij aan Orlando, naar Shakespeares As You Like It. Dit werk evolueerde in de loop van een aantal jaren naar The Long Engagement.
Hughes illustreerde een groot aantal boeken en tijdschriften, waaronder werk van John Keats, Alfred Tennyson, Christina Rossetti, Lewis Carroll en Thomas Hughes (geen familie). Hij wordt gerekend tot de fameuze groep illustratoren die bekend werden als de 'Sixties School'.
In 1850 ontmoette hij zijn toekomstige vrouw Tryphena Foord, met wie hij in 1855 trouwde en zes kinderen zou krijgen.